# Place du Colonel-Driant
Pour les articles homonymes, voir Driant.
La place du Colonel-Driant est une place de la ville de Nancy, dans le département de Meurthe-et-Moselle, en région Lorraine.

## Origine du nom
La place est nommée d'après le Colonel Driant militaire français.

## Historique

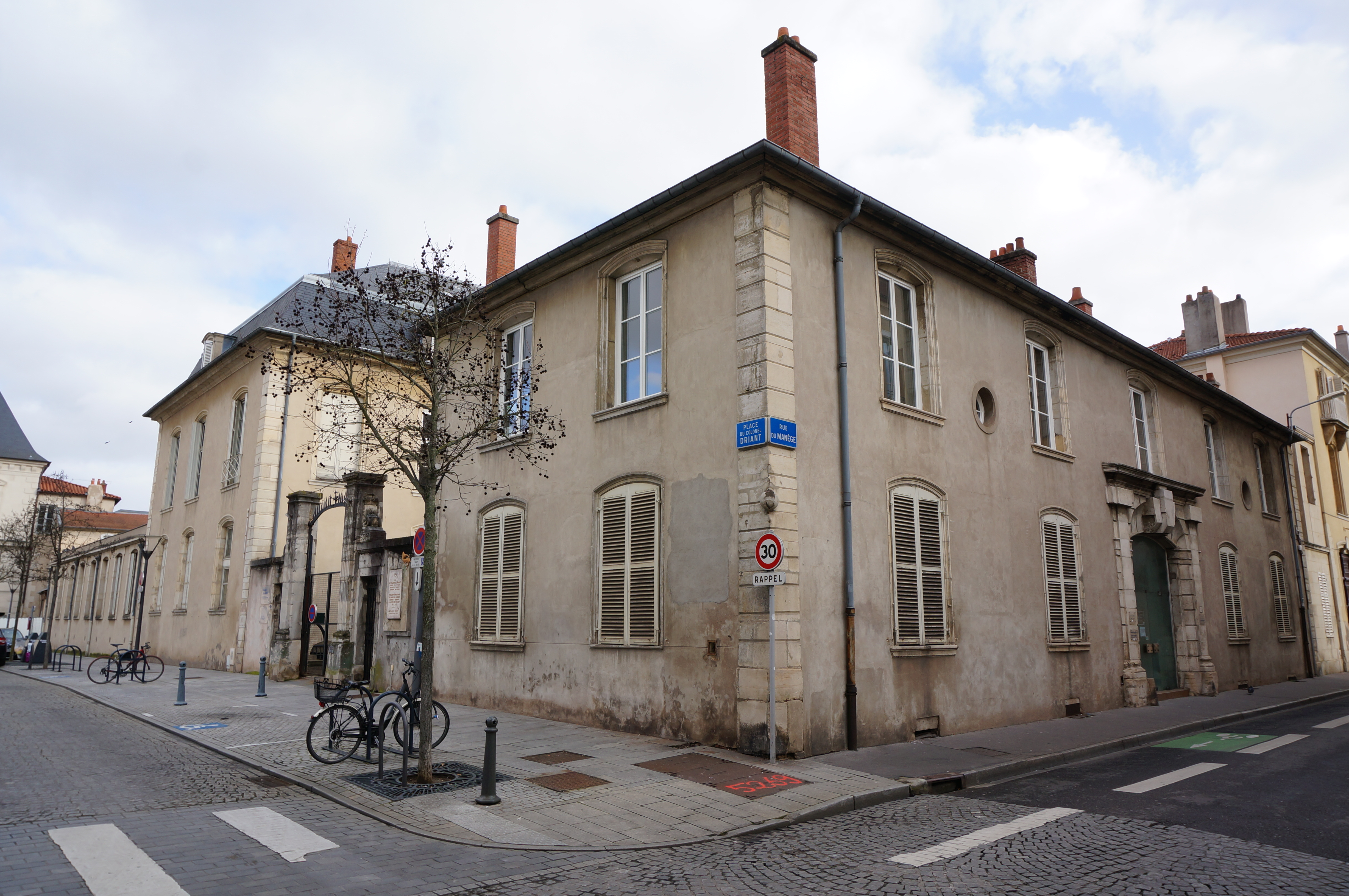
Hôtel de Raigecourt, la place sur la gauche.
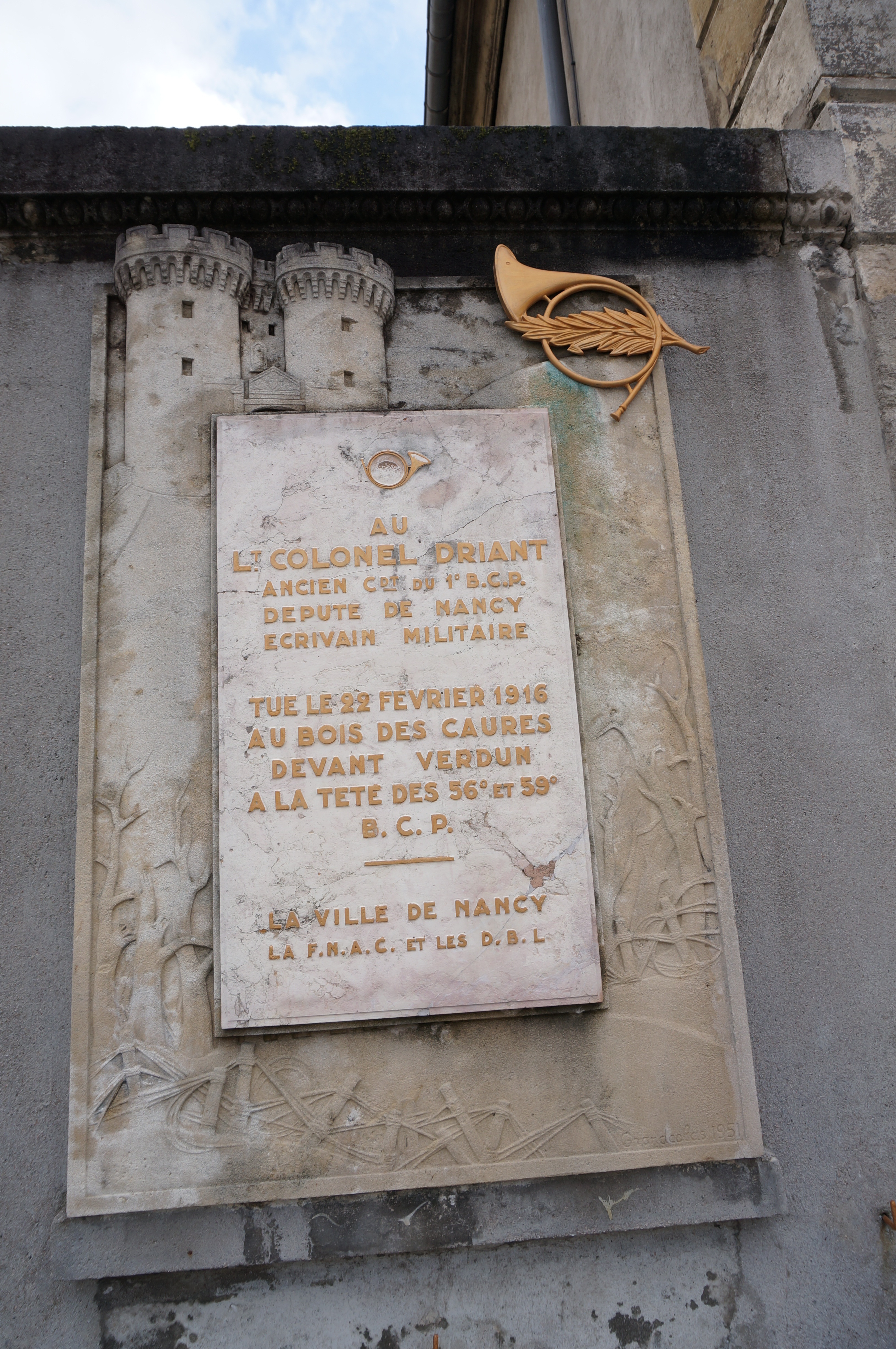
Plaque en mémoire du colonel Driant

## Bâtiments remarquables et lieux de mémoire
- Porte Saint-Georges, édifice classé au titre des monuments historiques par arrêté du 17 mars 1879 et confirmé dans ce classement par arrêté du 31 août 1883[1].
- Hôtel de Raigecourt, bâtiment inscrit au titre des monuments historiques par arrêté du 22 juin 1945 pour le mur de clôture et le puits intérieur[2].